# San Salvo
San Salvo község (comune) Olaszország Abruzzo régiójában, Chieti megyében.

## Fekvése
A megye keleti részén fekszik. Határai: Cupello, Montenero di Bisaccia és Vasto.

## Története
A 9-12. században alapították bencés szerzetesek. A következő századokban nemesi birtok volt. Önállóságát a 19. század elején nyerte el, amikor a Nápolyi Királyságban felszámolták a feudalizmust.

## Népessége
A népesség számának alakulása:

## Főbb látnivalói
- San Giuseppe-templom